# Médréac
Médréac település Franciaországban, Ille-et-Vilaine megyében. Lakosainak száma 1845 fő (2022. január 1.). Médréac Landujan, Montauban-de-Bretagne, Quédillac, Saint-Pern, La Chapelle-Blanche, Guitté és Plouasne községekkel határos.

## Népesség
A település népességének változása:
| Lakosok száma | 1631 | 1512 | 1460 | 1758 | 1836 | 1810 | 1827 | 1819 | 1822 | 1845 |
|               | 1968 | 1982 | 1990 | 2006 | 2013 | 2015 | 2017 | 2019 | 2020 | 2022 |